# Thiago Soares
Thiago Soares (Rio de Janeiro, 18 maggio 1981) è un ex ballerino brasiliano.

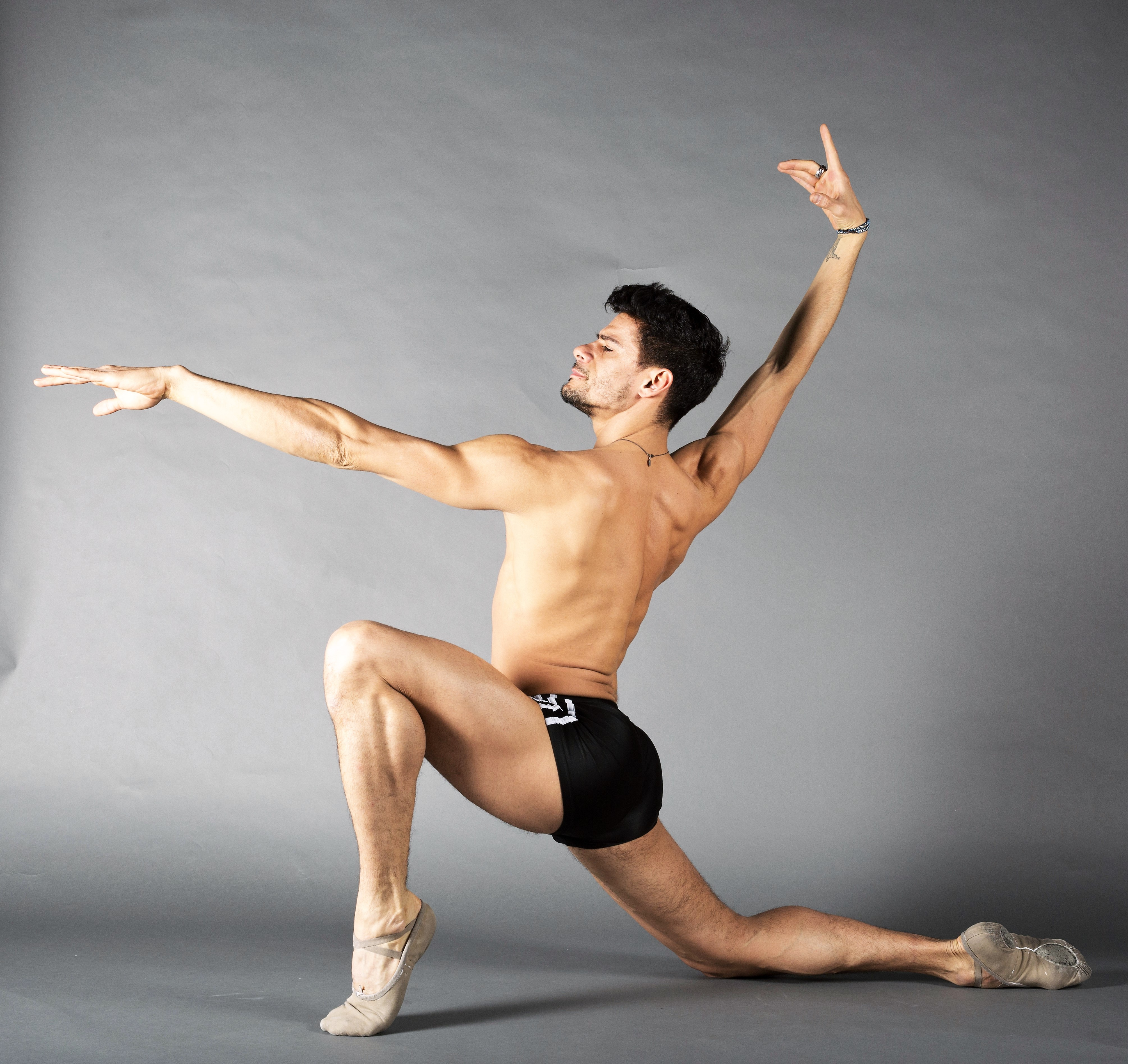
Thiago Soares

Primo ballerino con il Royal Ballet a Londra dal 2006 al 2019, è uno dei danzatori brasiliani più noti al mondo.

## Biografia
Entrò a far parte della compagnia del Teatro Municipal nel 1998, dove danzò i ruoli del Principe ne Lo schiaccianoci, di Siegried ne Il lago dei cigni, di Romeo in Romeo e Giulietta, di Basilio in Don Chisciotte e di Solor ne La Bayadère.
Venne ingaggiato dal Royal Ballet nel 2002 come Primo Artista, prima di essere promosso a Solista nel 2003, Primo Solista nel 2004 e Primo Ballerino nel 2006. Con la compagnia londinese danzò molti dei ruoli già danzati a Rio, ampliando il suo repertorio con il ruolo principale di Onegin, Coppélia, Tebaldo in Romeo e Giulietta con le coreografie di Kenneth MacMillan e Lescaut in Manon. È stato particolarmente apprezzato come interprete delle coreografie di Frederick Ashton e per grazia, tecnica e portamento viene identificato come danseur noble.
Si è ritirato dal Royal Ballet come Primo ballerino nel 2019 ed è tornato per la stagione 2019/2020 come Guest Principale.

## Repertorio
Albrecht (Giselle), Prince Siegfried (Swan Lake), Prince Florimund (The Sleeping Beauty), Prince (The Nutcracker and Cinderella), Basilio (Don Quixote), Solor (La Bayadère), Colas (La Fille mal gardée), Romeo and Tybalt (Romeo and Juliet), Crown Prince Rudolf (Mayerling), Lescaut (Manon), Leontes (The Winter’s Tale), Onegin, Rasputin (Anastasia) and in ‘Diamonds’ (Jewels) and Song of the Earth. His role creations include in The Seven Deadly Sins and Tetractys.
È apparso come ospite con il Corpo di Ballo del Teatro alla Scala a Milano, danzando come Lescaut in Manon accanto a Sylvie Guillem e Massimo Murru nel 2011 e come Onegin nel 2012.

## Premi
- Medaglia d'Argento: 1998 Paris International Dance Competition
- Medaglia d'Oro: 2001 Moscow International Ballet Competition
- Outstanding Male Artist (Classical): 2004 Critics’ Circle National Dance Awards.

## Vita privata
Thiago Soares è stato sposato con Marianela Núñez dal 2011, ma la coppia si è separata nel 2014 e ha divorziato nel 2016. I due sono rimasti in rapporti amichevoli e hanno continuato ad essere partner sulle scene.